# 卡罗琳·舒勒
卡罗琳·舒勒（英語：Carolyn Schuler，1943年1月5日—），美国女子游泳运动员。她曾代表美国参加1960年夏季奥林匹克运动会游泳比赛，获得女子100米蝶泳和女子4×100米混合泳接力金牌。